# Глајхен
Глајхен (њем. Gleichen) општина је у њемачкој савезној држави Доња Саксонија. Једно је од 29 општинских средишта округа Гетинген. Према процјени из 2010. у општини је живјело 9.411 становника. Посједује регионалну шифру (AGS) 3152011.

## Географски и демографски подаци
Глајхен се налази у савезној држави Доња Саксонија у округу Гетинген. Општина се налази на надморској висини од 185 метара. Површина општине износи 128,9 km². У самом мјесту је, према процјени из 2010. године, живјело 9.411 становника. Просјечна густина становништва износи 73 становника/km².